# Princípio da incerteza de Heisenberg

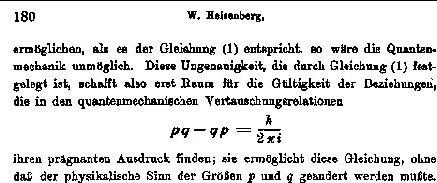
Regra de comutação canônica para variáveis de posição q e momento p de uma partícula, 1927. pq − qp = h/(2πi). Princípio da incerteza de Heisenberg, 1927

O princípio da incerteza, também conhecido como princípio da indeterminação de Heisenberg, é um conceito fundamental na mecânica quântica. Ele afirma que há um limite para a precisão com que certos pares de propriedades físicas, como posição e momento, podem ser conhecidos simultaneamente. Em outras palavras, quanto mais precisamente uma propriedade é medida, menos precisamente a outra propriedade pode ser conhecida.
Mais formalmente, o princípio da incerteza é qualquer uma de uma variedade de desigualdades matemáticas que afirmam um limite fundamental para o produto da precisão de certos pares relacionados de medições em um sistema quântico, como posição, x, e momento, p. Essas variáveis pareadas são conhecidas como variáveis complementares ou variáveis canonicamente conjugadas.
Introduzida pela primeira vez em 1927 pelo físico alemão Werner Heisenberg, a desigualdade formal que relaciona o desvio padrão da posição σx e o desvio padrão do momento σp foi derivada por Earle Hesse Kennard mais tarde naquele ano e por Hermann Weyl em 1928:
{\displaystyle \sigma _{x}\sigma _{p}\geq {\frac {\hbar }{2}}}
onde {\displaystyle \hbar ={\frac {h}{2\pi }}} é a constante de Planck reduzida.
O princípio da incerteza essencialmente mecânica quântica vem em muitas formas além de posição-momento. A relação energia-tempo é amplamente usada para relacionar o tempo de vida do estado quântico a larguras de energia medidas, mas sua derivação formal é repleta de questões confusas sobre a natureza do tempo. O princípio básico foi estendido em várias direções; ele deve ser considerado em muitos tipos de medições físicas fundamentais.

## Posição e momento

A sobreposição de diversas ondas planas para formar um pacote de ondas. Este pacote de ondas se torna cada vez mais localizado com a adição de muitas ondas. A transformada de Fourier é uma operação matemática que separa um pacote de ondas em suas ondas planas individuais. As ondas mostradas aqui são reais apenas para fins ilustrativos; na mecânica quântica, a função de onda é geralmente complexa.

É vital ilustrar como o princípio se aplica a situações físicas relativamente inteligíveis, uma vez que é indiscernível nas escalas macroscópicas que os humanos vivenciam. Duas estruturas alternativas para a física quântica oferecem explicações diferentes para o princípio da incerteza. A imagem da mecânica ondulatória do princípio da incerteza é mais intuitiva visualmente, mas a imagem mais abstrata da mecânica matricial o formula de uma forma que generaliza mais facilmente.
Matematicamente, na mecânica ondulatória, a relação de incerteza entre posição e momento surge porque as expressões da função de onda nas duas bases ortonormais correspondentes no espaço de Hilbert são transformadas de Fourier uma da outra (ou seja, posição e momento são variáveis conjugadas). Uma função diferente de zero e sua transformada de Fourier não podem ser nitidamente localizadas ao mesmo tempo. Uma compensação semelhante entre as variâncias dos conjugados de Fourier surge em todos os sistemas subjacentes à análise de Fourier, por exemplo em ondas sonoras: um tom puro é um pico agudo em uma única frequência, enquanto sua transformada de Fourier dá a forma da onda sonora no domínio do tempo, que é uma onda senoidal completamente deslocalizada. Na mecânica quântica, os dois pontos-chave são que a posição da partícula assume a forma de uma onda de matéria, e o momento é seu conjugado de Fourier, assegurado pela relação de Broglie p = ħk, onde k é o número de onda.
Na mecânica matricial, a formulação matemática da mecânica quântica, qualquer par de operadores autoadjuntos não comutativos representando observáveis estão sujeitos a limites de incerteza semelhantes. Um autoestado de um observável representa o estado da função de onda para um certo valor de medição (o autovalor). Por exemplo, se uma medição de um observável A for realizada, então o sistema está em um autoestado particular Ψ daquele observável. Entretanto, o autoestado particular do observável A não precisa ser um autoestado de outro observável B: Se for, então ele não tem uma medição única associada a ele, pois o sistema não está em um autoestado daquele observável.

### Visualização
O princípio da incerteza pode ser visualizado usando as funções de onda de posição-espaço e de momento-espaço para uma partícula sem spin com massa em uma dimensão.
Quanto mais localizada a função de onda de posição-espaço, mais provável é que a partícula seja encontrada com as coordenadas de posição naquela região e, correspondentemente, a função de onda de momento-espaço é menos localizada, de modo que os possíveis componentes de momento que a partícula poderia ter são mais difundidos. Por outro lado, quanto mais localizada a função de onda de momento-espaço, mais provável é que a partícula seja encontrada com aqueles valores de componentes de momento naquela região e, correspondentemente, menos localizada a função de onda de posição-espaço, de modo que as coordenadas de posição que a partícula poderia ocupar são mais difundidas. Essas funções de onda são transformadas de Fourier uma da outra: matematicamente, o princípio da incerteza expressa a relação entre variáveis conjugadas na transformada.

Funções de onda de posição x e momento p correspondentes a partículas quânticas. A opacidade da cor das partículas corresponde à densidade de probabilidade de encontrar a partícula com posição x ou componente de momento p.
Topo: Se o comprimento de onda λ for desconhecido, o momento p, o vetor de onda k e a energia E também o são (relações de Broglie). Como a partícula é mais localizada no espaço de posição, Δx é menor do que para Δp_{x}.
Embaixo: Se λ for conhecido, p, k e E também o são. Como a partícula é mais localizada no espaço de momento, Δp é menor do que para Δx.

### Interpretação da mecânica ondulatória
De acordo com a hipótese de de Broglie, todo objeto no universo está associado a uma onda. Assim, todo objeto, de uma partícula elementar a átomos, moléculas e planetas e além, está sujeito ao princípio da incerteza.
A função de onda independente do tempo de uma onda plana monomodo de número de onda k0 ou momento p0 é:
{\displaystyle \psi (x)\propto e^{ik_{0}x}=e^{ip_{0}x/\hbar }~}
A regra de Born afirma que isso deve ser interpretado como uma função de amplitude de densidade de probabilidade no sentido de que a probabilidade de encontrar a partícula entre a e b é:
{\displaystyle \operatorname {P} [a\leq X\leq b]=\int _{a}^{b}|\psi (x)|^{2}\,\mathrm {d} x~}
No caso da onda plana monomodo, {\displaystyle |\psi (x)|^{2}} é 1 se {\displaystyle X=x} e 0 caso contrário. Em outras palavras, a posição da partícula é extremamente incerta no sentido de que ela poderia estar essencialmente em qualquer lugar ao longo do pacote de ondas.
Por outro lado, considere uma função de onda que é uma soma de muitas ondas, que podemos escrever como:
{\displaystyle \psi (x)\propto \sum _{n}A_{n}e^{ip_{n}x/\hbar }~}
onde An representa a contribuição relativa do modo pn para o total geral. As figuras à direita mostram como com a adição de muitas ondas planas, o pacote de ondas pode se tornar mais localizado. Podemos levar isso um passo adiante para o limite do contínuo, onde a função de onda é uma integral sobre todos os modos possíveis:
{\displaystyle \psi (x)={\frac {1}{\sqrt {2\pi \hbar }}}\int _{-\infty }^{\infty }\varphi (p)\cdot e^{ipx/\hbar }\,dp~}
com {\displaystyle \varphi (p)} representando a amplitude desses modos e é chamada de função de onda no espaço de momento. Em termos matemáticos, dizemos que {\displaystyle \varphi (p)} é a transformada de Fourier de {\displaystyle \psi (x)} e que x e p são variáveis conjugadas. Adicionar todas essas ondas planas tem um custo, ou seja, o momento se tornou menos preciso, tendo se tornado uma mistura de ondas de muitos momentos diferentes.
Uma maneira de quantificar a precisão da posição e do momento é o desvio padrão σ. Como {\displaystyle |\psi (x)|^{2}} é uma função de densidade de probabilidade para posição, calculamos seu desvio padrão.
A precisão da posição é melhorada, ou seja, σx reduzido, usando muitas ondas planas, enfraquecendo assim a precisão do momento, ou seja, σp aumentado. Outra maneira de afirmar isso é que σx e σp têm uma relação inversa ou são pelo menos limitados por baixo. Este é o princípio da incerteza, cujo limite exato é o limite de Kennard.

### Prova da desigualdade de Kennard usando mecânica ondulatória
Estamos interessados nas variâncias de posição e momento, definidas como:
{\displaystyle \sigma _{x}^{2}=\int _{-\infty }^{\infty }x^{2}\cdot |\psi (x)|^{2}\,dx-\left(\int _{-\infty }^{\infty }x\cdot |\psi (x)|^{2}\,dx\right)^{2}}
{\displaystyle \sigma _{p}^{2}=\int _{-\infty }^{\infty }p^{2}\cdot |\varphi (p)|^{2}\,dp-\left(\int _{-\infty }^{\infty }p\cdot |\varphi (p)|^{2}\,dp\right)^{2}~}
Sem perda de generalidade, assumiremos que as médias desaparecem, o que equivale apenas a uma mudança da origem de nossas coordenadas. (Uma prova mais geral que não faz essa suposição é dada abaixo.) Isso nos dá a forma mais simples:
{\displaystyle \sigma _{x}^{2}=\int _{-\infty }^{\infty }x^{2}\cdot |\psi (x)|^{2}\,dx}
{\displaystyle \sigma _{p}^{2}=\int _{-\infty }^{\infty }p^{2}\cdot |\varphi (p)|^{2}\,dp}
A função {\displaystyle f(x)=x\cdot \psi (x)} pode ser interpretada como um vetor em um espaço de funções. Podemos definir um produto interno para um par de funçõesu(x) e v(x) neste espaço vetorial:
{\displaystyle \langle u\mid v\rangle =\int _{-\infty }^{\infty }u^{*}(x)\cdot v(x)\,dx}
onde o asterisco denota o conjugado complexo.
Com este produto interno definido, notamos que a variância para a posição pode ser escrita como:
{\displaystyle \sigma _{x}^{2}=\int _{-\infty }^{\infty }|f(x)|^{2}\,dx=\langle f\mid f\rangle ~}
Podemos repetir isso para momento interpretando a função {\displaystyle {\tilde {g}}(p)=p\cdot \varphi (p)} como um vetor, mas também podemos tirar vantagem do fato de que {\displaystyle \psi (x)} e {\displaystyle \varphi (p)} são transformadas de Fourier uma da outra. Avaliamos a transformada de Fourier inversa por meio da integração por partes:
{\displaystyle {\begin{aligned}g(x)&={\frac {1}{\sqrt {2\pi \hbar }}}\cdot \int _{-\infty }^{\infty }{\tilde {g}}(p)\cdot e^{ipx/\hbar }\,dp\\&={\frac {1}{\sqrt {2\pi \hbar }}}\int _{-\infty }^{\infty }p\cdot \varphi (p)\cdot e^{ipx/\hbar }\,dp\\&={\frac {1}{2\pi \hbar }}\int _{-\infty }^{\infty }\left[p\cdot \int _{-\infty }^{\infty }\psi (\chi )e^{-ip\chi /\hbar }\,d\chi \right]\cdot e^{ipx/\hbar }\,dp\\&={\frac {i}{2\pi }}\int _{-\infty }^{\infty }\left[{\cancel {\left.\psi (\chi )e^{-ip\chi /\hbar }\right|_{-\infty }^{\infty }}}-\int _{-\infty }^{\infty }{\frac {d\psi (\chi )}{d\chi }}e^{-ip\chi /\hbar }\,d\chi \right]\cdot e^{ipx/\hbar }\,dp\\&=-i\int _{-\infty }^{\infty }{\frac {d\psi (\chi )}{d\chi }}\left[{\frac {1}{2\pi }}\int _{-\infty }^{\infty }\,e^{ip(x-\chi )/\hbar }\,dp\right]\,d\chi \\&=-i\int _{-\infty }^{\infty }{\frac {d\psi (\chi )}{d\chi }}\left[\delta \left({\frac {x-\chi }{\hbar }}\right)\right]\,d\chi \\&=-i\hbar \int _{-\infty }^{\infty }{\frac {d\psi (\chi )}{d\chi }}\left[\delta \left(x-\chi \right)\right]\,d\chi \\&=-i\hbar {\frac {d\psi (x)}{dx}}\\&=\left(-i\hbar {\frac {d}{dx}}\right)\cdot \psi (x)\end{aligned}}}
onde {\displaystyle v={\frac {\hbar }{-ip}}e^{-ip\chi /\hbar }} na integração por partes, o termo cancelado desaparece porque a função de onda desaparece em ambos os infinitos e {\displaystyle |e^{-ip\chi /\hbar }|=1}, e então usa a função delta de Dirac que é válida porque {\displaystyle {\dfrac {d\psi (\chi )}{d\chi }}} não depende de p. 
O termo {\textstyle -i\hbar {\frac {d}{dx}}} é chamado de operador de momento no espaço de posição. Aplicando o teorema de Plancherel e então o teorema de Parseval, vemos que a variância para momento pode ser escrita como:
{\displaystyle \sigma _{p}^{2}=\int _{-\infty }^{\infty }|{\tilde {g}}(p)|^{2}\,dp=\int _{-\infty }^{\infty }|g(x)|^{2}\,dx=\langle g\mid g\rangle }
A desigualdade de Cauchy-Schwarz afirma que:
{\displaystyle \sigma _{x}^{2}\sigma _{p}^{2}=\langle f\mid f\rangle \cdot \langle g\mid g\rangle \geq |\langle f\mid g\rangle |^{2}~.}
O módulo ao quadrado de qualquer número complexo z pode ser expresso como:
{\displaystyle |z|^{2}={\Big (}{\text{Re}}(z){\Big )}^{2}+{\Big (}{\text{Im}}(z){\Big )}^{2}\geq {\Big (}{\text{Im}}(z){\Big )}^{2}=\left({\frac {z-z^{\ast }}{2i}}\right)^{2}}
deixamos {\displaystyle z=\langle f|g\rangle } e {\displaystyle z^{*}=\langle g\mid f\rangle } e substituímos estes na equação acima para obter:
{\displaystyle |\langle f\mid g\rangle |^{2}\geq \left({\frac {\langle f\mid g\rangle -\langle g\mid f\rangle }{2i}}\right)^{2}~}
Só resta avaliar esses produtos internos.
{\displaystyle {\begin{aligned}\langle f\mid g\rangle -\langle g\mid f\rangle &=\int _{-\infty }^{\infty }\psi ^{*}(x)\,x\cdot \left(-i\hbar {\frac {d}{dx}}\right)\,\psi (x)\,dx-\int _{-\infty }^{\infty }\psi ^{*}(x)\,\left(-i\hbar {\frac {d}{dx}}\right)\cdot x\,\psi (x)\,dx\\&=i\hbar \cdot \int _{-\infty }^{\infty }\psi ^{*}(x)\left[\left(-x\cdot {\frac {d\psi (x)}{dx}}\right)+{\frac {d(x\psi (x))}{dx}}\right]\,dx\\&=i\hbar \cdot \int _{-\infty }^{\infty }\psi ^{*}(x)\left[\left(-x\cdot {\frac {d\psi (x)}{dx}}\right)+\psi (x)+\left(x\cdot {\frac {d\psi (x)}{dx}}\right)\right]\,dx\\&=i\hbar \cdot \int _{-\infty }^{\infty }\psi ^{*}(x)\psi (x)\,dx\\&=i\hbar \cdot \int _{-\infty }^{\infty }|\psi (x)|^{2}\,dx\\&=i\hbar \end{aligned}}}
Conectando isso às desigualdades acima, obtemos:
{\displaystyle \sigma _{x}^{2}\sigma _{p}^{2}\geq |\langle f\mid g\rangle |^{2}\geq \left({\frac {\langle f\mid g\rangle -\langle g\mid f\rangle }{2i}}\right)^{2}=\left({\frac {i\hbar }{2i}}\right)^{2}={\frac {\hbar ^{2}}{4}}}
e calculando a raiz quadrada:
{\displaystyle \sigma _{x}\sigma _{p}\geq {\frac {\hbar }{2}}~}
com igualdade se e somente se p e x são linearmente dependentes. Note que a única física envolvida nesta prova foi que {\displaystyle \psi (x)} e {\displaystyle \varphi (p)} são funções de onda para posição e momento, que são transformadas de Fourier uma da outra. Um resultado similar seria válido para qualquer par de variáveis conjugadas.
}}

### Interpretação da mecânica matricial
Na mecânica matricial, observáveis como posição e momento são representados por operadores autoadjuntos. Ao considerar pares de observáveis, uma quantidade importante é o comutador. Para um par de operadores Â e {\displaystyle {\hat {B}}}, define-se seu comutador como:
{\displaystyle [{\hat {A}},{\hat {B}}]={\hat {A}}{\hat {B}}-{\hat {B}}{\hat {A}}}
No caso de posição e momento, o comutador é a relação de comutação canônica:
{\displaystyle [{\hat {x}},{\hat {p}}]=i\hbar }
O significado físico da não comutatividade pode ser compreendido considerando o efeito do comutador nos autoestados de posição e momento. Seja {\displaystyle |\psi \rangle } um autoestado reto de posição com um autovalor constante x0. Por definição, isso significa que {\displaystyle {\hat {x}}|\psi \rangle =x_{0}|\psi \rangle }. Aplicando o comutador {\displaystyle |\psi \rangle } produz:
{\displaystyle [{\hat {x}},{\hat {p}}]|\psi \rangle =({\hat {x}}{\hat {p}}-{\hat {p}}{\hat {x}})|\psi \rangle =({\hat {x}}-x_{0}{\hat {I}}){\hat {p}}\,|\psi \rangle =i\hbar |\psi \rangle }
onde Î é o operador identidade.
Suponha, para fins de prova por contradição, que {\displaystyle |\psi \rangle } também é um autoestado reto de momento, com autovalor constante p0. Se isso fosse verdade, então poderíamos escrever:
{\displaystyle ({\hat {x}}-x_{0}{\hat {I}}){\hat {p}}\,|\psi \rangle =({\hat {x}}-x_{0}{\hat {I}})p_{0}\,|\psi \rangle =(x_{0}{\hat {I}}-x_{0}{\hat {I}})p_{0}\,|\psi \rangle =0}
Por outro lado, a relação de comutação canônica acima requer que:
{\displaystyle [{\hat {x}},{\hat {p}}]|\psi \rangle =i\hbar |\psi \rangle \neq 0}
Isso implica que nenhum estado quântico pode ser simultaneamente um autoestado de posição e momento.
Quando um estado é medido, ele é projetado em um autoestado na base do observável relevante. Por exemplo, se a posição de uma partícula é medida, então o estado equivale a um autoestado de posição. Isso significa que o estado não é um autoestado de momento, no entanto, mas pode ser representado como uma soma de vários autoestados de base de momento. Em outras palavras, o momento deve ser menos preciso. Essa precisão pode ser quantificada pelos desvios-padrão:
{\displaystyle \sigma _{x}={\sqrt {\langle {\hat {x}}^{2}\rangle -\langle {\hat {x}}\rangle ^{2}}}}
{\displaystyle \sigma _{p}={\sqrt {\langle {\hat {p}}^{2}\rangle -\langle {\hat {p}}\rangle ^{2}}}}
Assim como na interpretação da mecânica ondulatória acima, observa-se uma compensação entre as respectivas precisões dos dois, quantificadas pelo princípio da incerteza.

### Estados estacionários do oscilador harmônico quântico
Considere um oscilador harmônico quântico unidimensional. É possível expressar os operadores de posição e momento em termos dos operadores de criação e aniquilação:
{\displaystyle {\hat {x}}={\sqrt {\frac {\hbar }{2m\omega }}}(a+a^{\dagger })}
{\displaystyle {\hat {p}}=i{\sqrt {\frac {m\omega \hbar }{2}}}(a^{\dagger }-a)}
Usando as regras padrão para operadores de criação e aniquilação nos autoestados de energia:
{\displaystyle a^{\dagger }|n\rangle ={\sqrt {n+1}}|n+1\rangle }
{\displaystyle a|n\rangle ={\sqrt {n}}|n-1\rangle }
as variâncias podem ser calculadas diretamente:
{\displaystyle \sigma _{x}^{2}={\frac {\hbar }{m\omega }}\left(n+{\frac {1}{2}}\right)}
{\displaystyle \sigma _{p}^{2}=\hbar m\omega \left(n+{\frac {1}{2}}\right)}
O produto desses desvios padrão é então:
{\displaystyle \sigma _{x}\sigma _{p}=\hbar \left(n+{\frac {1}{2}}\right)\geq {\frac {\hbar }{2}}}
Em particular, o limite de Kennard acima é saturado para o estado fundamental n=0, para o qual a densidade de probabilidade é apenas a distribuição normal.

### Osciladores harmônicos quânticos com condição inicial gaussiana
Em um oscilador harmônico quântico de frequência angular característica ω, coloque um estado que é deslocado da base do potencial por algum deslocamento x0 como:
{\displaystyle \psi (x)=\left({\frac {m\Omega }{\pi \hbar }}\right)^{1/4}\exp {\left(-{\frac {m\Omega (x-x_{0})^{2}}{2\hbar }}\right)}}
onde Ω descreve a largura do estado inicial, mas não precisa ser o mesmo que ω. Por meio da integração sobre o propagador, podemos resolver a solução dependente do tempo total. Após muitos cancelamentos, as densidades de probabilidade reduzem para:
{\displaystyle |\Psi (x,t)|^{2}\sim {\mathcal {N}}\left(x_{0}\cos {(\omega t)},{\frac {\hbar }{2m\Omega }}\left(\cos ^{2}(\omega t)+{\frac {\Omega ^{2}}{\omega ^{2}}}\sin ^{2}{(\omega t)}\right)\right)}
{\displaystyle |\Phi (p,t)|^{2}\sim {\mathcal {N}}\left(-mx_{0}\omega \sin(\omega t),{\frac {\hbar m\Omega }{2}}\left(\cos ^{2}{(\omega t)}+{\frac {\omega ^{2}}{\Omega ^{2}}}\sin ^{2}{(\omega t)}\right)\right)}
onde usamos a notação {\displaystyle {\mathcal {N}}(\mu ,\sigma ^{2})} para denotar uma distribuição normal de média μ e variância σ2. Copiando as variâncias acima e aplicando identidades trigonométricas, podemos escrever o produto dos desvios padrões como:
{\displaystyle {\begin{aligned}\sigma _{x}\sigma _{p}&={\frac {\hbar }{2}}{\sqrt {\left(\cos ^{2}{(\omega t)}+{\frac {\Omega ^{2}}{\omega ^{2}}}\sin ^{2}{(\omega t)}\right)\left(\cos ^{2}{(\omega t)}+{\frac {\omega ^{2}}{\Omega ^{2}}}\sin ^{2}{(\omega t)}\right)}}\\&={\frac {\hbar }{4}}{\sqrt {3+{\frac {1}{2}}\left({\frac {\Omega ^{2}}{\omega ^{2}}}+{\frac {\omega ^{2}}{\Omega ^{2}}}\right)-\left({\frac {1}{2}}\left({\frac {\Omega ^{2}}{\omega ^{2}}}+{\frac {\omega ^{2}}{\Omega ^{2}}}\right)-1\right)\cos {(4\omega t)}}}\end{aligned}}}
A partir das relações
{\displaystyle {\frac {\Omega ^{2}}{\omega ^{2}}}+{\frac {\omega ^{2}}{\Omega ^{2}}}\geq 2,\quad |\cos(4\omega t)|\leq 1} podemos concluir o seguinte (a igualdade mais à direita é válida somente quando Ω = ω):
{\displaystyle \sigma _{x}\sigma _{p}\geq {\frac {\hbar }{4}}{\sqrt {3+{\frac {1}{2}}\left({\frac {\Omega ^{2}}{\omega ^{2}}}+{\frac {\omega ^{2}}{\Omega ^{2}}}\right)-\left({\frac {1}{2}}\left({\frac {\Omega ^{2}}{\omega ^{2}}}+{\frac {\omega ^{2}}{\Omega ^{2}}}\right)-1\right)}}={\frac {\hbar }{2}}}

### Estados coerentes
Um estado coerente é um autoestado correto do operador de aniquilação,
{\displaystyle {\hat {a}}|\alpha \rangle =\alpha |\alpha \rangle }
que pode ser representado em termos de estados de Fock como:
{\displaystyle |\alpha \rangle =e^{-{|\alpha |^{2} \over 2}}\sum _{n=0}^{\infty }{\alpha ^{n} \over {\sqrt {n!}}}|n\rangle }
Na imagem em que o estado coerente é uma partícula massiva em um oscilador harmônico quântico, os operadores de momento e posição podem ser expressos em termos dos operadores de aniquilação nas mesmas fórmulas acima e usados para calcular as variâncias:
{\displaystyle \sigma _{x}^{2}={\frac {\hbar }{2m\omega }}}
{\displaystyle \sigma _{p}^{2}={\frac {\hbar m\omega }{2}}}
Portanto, todo estado coerente satura o limite de Kennard:
{\displaystyle \sigma _{x}\sigma _{p}={\sqrt {\frac {\hbar }{2m\omega }}}{\sqrt {\frac {\hbar m\omega }{2}}}={\frac {\hbar }{2}}}
Com posição e momento contribuindo cada um com uma quantidade {\textstyle {\sqrt {\hbar /2}}} de uma forma "balanceada". Além disso, cada estado coerente comprimido também satura o limite de Kennard, embora as contribuições individuais de posição e momento não precisem ser balanceadas em geral.

### Partícula em uma caixa
Considere uma partícula em uma caixa unidimensional de comprimento {\displaystyle L}. As autofunções no espaço de momento e posição são:
{\displaystyle \psi _{n}(x,t)={\begin{cases}A\sin(k_{n}x)\mathrm {e} ^{-\mathrm {i} \omega _{n}t},&0<x<L,\\0,&{\text{caso contrário,}}\end{cases}}}
e
{\displaystyle \varphi _{n}(p,t)={\sqrt {\frac {\pi L}{\hbar }}}\,\,{\frac {n\left(1-(-1)^{n}e^{-ikL}\right)e^{-i\omega _{n}t}}{\pi ^{2}n^{2}-k^{2}L^{2}}}}
onde {\textstyle \omega _{n}={\frac {\pi ^{2}\hbar n^{2}}{8L^{2}m}}} e usamos a relação de de Broglie {\displaystyle p=\hbar k}. As variâncias de {\displaystyle x} e {\displaystyle p} podem ser calculadas explicitamente:
{\displaystyle \sigma _{x}^{2}={\frac {L^{2}}{12}}\left(1-{\frac {6}{n^{2}\pi ^{2}}}\right)}
{\displaystyle \sigma _{p}^{2}=\left({\frac {\hbar n\pi }{L}}\right)^{2}}
O produto dos desvios-padrão é, portanto:
{\displaystyle \sigma _{x}\sigma _{p}={\frac {\hbar }{2}}{\sqrt {{\frac {n^{2}\pi ^{2}}{3}}-2}}}
Para todo {\displaystyle n=1,\,2,\,3,\,\ldots }, a quantidade {\textstyle {\sqrt {{\frac {n^{2}\pi ^{2}}{3}}-2}}} é maior que 1, então o princípio da incerteza nunca é violado. Para concretude numérica, o menor valor ocorre quando {\displaystyle n=1}, caso em que:
{\displaystyle \sigma _{x}\sigma _{p}={\frac {\hbar }{2}}{\sqrt {{\frac {\pi ^{2}}{3}}-2}}\approx 0,568\hbar >{\frac {\hbar }{2}}}

### Momento constante

Densidade de probabilidade de espaço de posição de um estado inicialmente gaussiano movendo-se em minimamente incerto, momento constante no espaço livre

Suponha que uma partícula inicialmente tenha uma função de onda de espaço de momento descrita por uma distribuição normal em torno de algum momento constante p0 de acordo com:
{\displaystyle \varphi (p)=\left({\frac {x_{0}}{\hbar {\sqrt {\pi }}}}\right)^{1/2}\exp \left({\frac {-x_{0}^{2}(p-p_{0})^{2}}{2\hbar ^{2}}}\right)}
Onde introduzimos uma escala de referência {\textstyle x_{0}={\sqrt {\hbar /m\omega _{0}}}}, com {\displaystyle \omega _{0}>0} descrevendo a largura da distribuição. Se o estado puder evoluir no espaço livre, então as funções de onda de espaço de  posição e de momento dependentes de tempo são:
{\displaystyle \Phi (p,t)=\left({\frac {x_{0}}{\hbar {\sqrt {\pi }}}}\right)^{1/2}\exp \left({\frac {-x_{0}^{2}(p-p_{0})^{2}}{2\hbar ^{2}}}-{\frac {ip^{2}t}{2m\hbar }}\right)}
{\displaystyle \Psi (x,t)=\left({\frac {1}{x_{0}{\sqrt {\pi }}}}\right)^{1/2}{\frac {e^{-x_{0}^{2}p_{0}^{2}/2\hbar ^{2}}}{\sqrt {1+i\omega _{0}t}}}\,\exp \left(-{\frac {(x-ix_{0}^{2}p_{0}/\hbar )^{2}}{2x_{0}^{2}(1+i\omega _{0}t)}}\right)}
Como {\displaystyle \langle p(t)\rangle =p_{0}} e {\displaystyle \sigma _{p}(t)=\hbar /({\sqrt {2}}x_{0})}, isso pode ser interpretado como uma partícula se movendo com momento constante em precisão arbitrariamente alta. Por outro lado, o desvio padrão de posição é:
{\displaystyle \sigma _{x}={\frac {x_{0}}{\sqrt {2}}}{\sqrt {1+\omega _{0}^{2}t^{2}}}}
Tal que o produto da incerteza só pode aumentar com o tempo conforme:
{\displaystyle \sigma _{x}(t)\sigma _{p}(t)={\frac {\hbar }{2}}{\sqrt {1+\omega _{0}^{2}t^{2}}}}

## Formalismo matemático
Começando com a derivação de Kennard da incerteza do par posição-momento, Howard Percy Robertson desenvolveu uma formulação para operadores hermitianos arbitrários {\displaystyle {\hat {\mathcal {O}}}} expressos em termos de seus desvios padrão {\displaystyle \sigma _{\mathcal {O}}={\sqrt {\langle {\hat {\mathcal {O}}}^{2}\rangle -\langle {\hat {\mathcal {O}}}\rangle ^{2}}}} onde os colchetes {\displaystyle \langle {\hat {\mathcal {O}}}\rangle } indicam um valor esperado do observável representado pelo operador {\displaystyle {\hat {\mathcal {O}}}}. Para um par de operadores {\displaystyle {\hat {A}}} e {\displaystyle {\hat {B}}}, defina o comutador deles como {\displaystyle [{\hat {A}},{\hat {B}}]={\hat {A}}{\hat {B}}-{\hat {B}}{\hat {A}}}
e a relação de incerteza de Robertson é dada por {\displaystyle \sigma _{A}\sigma _{B}\geq \left|{\frac {1}{2i}}\langle [{\hat {A}},{\hat {B}}]\rangle \right|={\frac {1}{2}}\left|\langle [{\hat {A}},{\hat {B}}]\rangle \right|}
Erwin Schrödinger mostrou como permitir a correlação entre os operadores, dando uma desigualdade mais forte, conhecida como relação de incerteza de Robertson e Schrödinger,
{\displaystyle \sigma _{A}^{2}\sigma _{B}^{2}\geq \left|{\frac {1}{2}}\langle \{{\hat {A}},{\hat {B}}\}\rangle -\langle {\hat {A}}\rangle \langle {\hat {B}}\rangle \right|^{2}+\left|{\frac {1}{2i}}\langle [{\hat {A}},{\hat {B}}]\rangle \right|^{2}}
onde o anticomutador {\displaystyle \{{\hat {A}},{\hat {B}}\}={\hat {A}}{\hat {B}}+{\hat {B}}{\hat {A}}} é usado.
A derivação mostrada aqui incorpora e se baseia naquelas mostradas em Robertson, Schrödinger e livros didáticos padrão como Griffiths.:138 Para qualquer operador hermitiano {\displaystyle {\hat {A}}}, com base na definição de variância, temos:
{\displaystyle \sigma _{A}^{2}=\langle ({\hat {A}}-\langle {\hat {A}}\rangle )\Psi |({\hat {A}}-\langle {\hat {A}}\rangle )\Psi \rangle } Deixamos {\displaystyle |f\rangle =|({\hat {A}}-\langle {\hat {A}}\rangle )\Psi \rangle } e assim:
{\displaystyle \sigma _{A}^{2}=\langle f\mid f\rangle \ }
Da mesma forma, para qualquer outro operador hermitiano {\displaystyle {\hat {B}}} no mesmo estado
{\displaystyle \sigma _{B}^{2}=\langle ({\hat {B}}-\langle {\hat {B}}\rangle )\Psi |({\hat {B}}-\langle {\hat {B}}\rangle )\Psi \rangle =\langle g\mid g\rangle } para {\displaystyle |g\rangle =|({\hat {B}}-\langle {\hat {B}}\rangle )\Psi \rangle }.
O produto dos dois desvios pode então ser expresso como:

| {\displaystyle \sigma _{A}^{2}\sigma _{B}^{2}=\langle f\mid f\rangle \langle g\mid g\rangle } | \| \| \| \| \| \| \| \| | (1) |
|                                                                                               |                         |     |
|                                                                                               |                         |     |
Para relacionar os dois vetores {\displaystyle |f\rangle } e {\displaystyle |g\rangle }, usamos a desigualdade de Cauchy-Schwarz que é definida como
{\displaystyle \langle f\mid f\rangle \langle g\mid g\rangle \geq |\langle f\mid g\rangle |^{2}} e assim a equação (1) pode ser escrita como:

| {\displaystyle \sigma _{A}^{2}\sigma _{B}^{2}\geq \|\langle f\mid g\rangle \|^{2}} | \| \| \| \| \| \| \| \| | (2) |
|                                                                                    |                         |     |
|                                                                                    |                         |     |
Como {\displaystyle \langle f\mid g\rangle } é em geral um número complexo, usamos o fato de que o módulo ao quadrado de qualquer número complexo {\displaystyle z} é definido como {\displaystyle |z|^{2}=zz^{*}}, onde {\displaystyle z^{*}} é o conjugado complexo de {\displaystyle z}. O módulo ao quadrado também pode ser expresso como:

| {\displaystyle \|z\|^{2}={\Big (}\operatorname {Re} (z){\Big )}^{2}+{\Big (}\operatorname {Im} (z){\Big )}^{2}={\Big (}{\frac {z+z^{\ast }}{2}}{\Big )}^{2}+{\Big (}{\frac {z-z^{\ast }}{2i}}{\Big )}^{2}} | \| \| \| \| \| \| \| \| | (3) |
| |                         |     |
| |                         |     |
Deixamos {\displaystyle z=\langle f\mid g\rangle } e {\displaystyle z^{*}=\langle g\mid f\rangle } e substituímos estes na equação acima para obter:

| {\displaystyle \|\langle f\mid g\rangle \|^{2}={\bigg (}{\frac {\langle f\mid g\rangle +\langle g\mid f\rangle }{2}}{\bigg )}^{2}+{\bigg (}{\frac {\langle f\mid g\rangle -\langle g\mid f\rangle }{2i}}{\bigg )}^{2}} | \| \| \| \| \| \| \| \| | (4) |
| |                         |     |
| |                         |     |
O produto interno {\displaystyle \langle f\mid g\rangle } é escrito explicitamente como
{\displaystyle \langle f\mid g\rangle =\langle ({\hat {A}}-\langle {\hat {A}}\rangle )\Psi |({\hat {B}}-\langle {\hat {B}}\rangle )\Psi \rangle } e, usando o fato de que {\displaystyle {\hat {A}}} e {\displaystyle {\hat {B}}} são operadores hermitianos, encontramos:
{\displaystyle {\begin{aligned}\langle f\mid g\rangle &=\langle \Psi |({\hat {A}}-\langle {\hat {A}}\rangle )({\hat {B}}-\langle {\hat {B}}\rangle )\Psi \rangle \\[4pt]&=\langle \Psi \mid ({\hat {A}}{\hat {B}}-{\hat {A}}\langle {\hat {B}}\rangle -{\hat {B}}\langle {\hat {A}}\rangle +\langle {\hat {A}}\rangle \langle {\hat {B}}\rangle )\Psi \rangle \\[4pt]&=\langle \Psi \mid {\hat {A}}{\hat {B}}\Psi \rangle -\langle \Psi \mid {\hat {A}}\langle {\hat {B}}\rangle \Psi \rangle -\langle \Psi \mid {\hat {B}}\langle {\hat {A}}\rangle \Psi \rangle +\langle \Psi \mid \langle {\hat {A}}\rangle \langle {\hat {B}}\rangle \Psi \rangle \\[4pt]&=\langle {\hat {A}}{\hat {B}}\rangle -\langle {\hat {A}}\rangle \langle {\hat {B}}\rangle -\langle {\hat {A}}\rangle \langle {\hat {B}}\rangle +\langle {\hat {A}}\rangle \langle {\hat {B}}\rangle \\[4pt]&=\langle {\hat {A}}{\hat {B}}\rangle -\langle {\hat {A}}\rangle \langle {\hat {B}}\rangle \end{aligned}}}
Da mesma forma, pode ser demonstrado que: {\displaystyle \langle g\mid f\rangle =\langle {\hat {B}}{\hat {A}}\rangle -\langle {\hat {A}}\rangle \langle {\hat {B}}\rangle }
Assim, temos:
{\displaystyle \langle f\mid g\rangle -\langle g\mid f\rangle =\langle {\hat {A}}{\hat {B}}\rangle -\langle {\hat {A}}\rangle \langle {\hat {B}}\rangle -\langle {\hat {B}}{\hat {A}}\rangle +\langle {\hat {A}}\rangle \langle {\hat {B}}\rangle =\langle [{\hat {A}},{\hat {B}}]\rangle }
e
{\displaystyle \langle f\mid g\rangle +\langle g\mid f\rangle =\langle {\hat {A}}{\hat {B}}\rangle -\langle {\hat {A}}\rangle \langle {\hat {B}}\rangle +\langle {\hat {B}}{\hat {A}}\rangle -\langle {\hat {A}}\rangle \langle {\hat {B}}\rangle =\langle \{{\hat {A}},{\hat {B}}\}\rangle -2\langle {\hat {A}}\rangle \langle {\hat {B}}\rangle }
Agora substituímos as duas equações acima de volta na equação (4) e obtemos:
{\displaystyle |\langle f\mid g\rangle |^{2}={\Big (}{\frac {1}{2}}\langle \{{\hat {A}},{\hat {B}}\}\rangle -\langle {\hat {A}}\rangle \langle {\hat {B}}\rangle {\Big )}^{2}+{\Big (}{\frac {1}{2i}}\langle [{\hat {A}},{\hat {B}}]\rangle {\Big )}^{2}\ }
Substituindo a acima na equação (2) obtemos a relação de incerteza de Schrödinger:
{\displaystyle \sigma _{A}\sigma _{B}\geq {\sqrt {{\Big (}{\frac {1}{2}}\langle \{{\hat {A}},{\hat {B}}\}\rangle -\langle {\hat {A}}\rangle \langle {\hat {B}}\rangle {\Big )}^{2}+{\Big (}{\frac {1}{2i}}\langle [{\hat {A}},{\hat {B}}]\rangle {\Big )}^{2}}}}
Esta prova tem um problema relacionado aos domínios dos operadores envolvidos. Para que a prova faça sentido, o vetor {\displaystyle {\hat {B}}|\Psi \rangle } tem que estar no domínio do operador ilimitado {\displaystyle {\hat {A}}}, o que nem sempre é o caso. De fato, a relação de incerteza de Robertson é falsa se {\displaystyle {\hat {A}}} for uma variável angular e {\displaystyle {\hat {B}}} for a derivada em relação a esta variável. Neste exemplo, o comutador é uma constante diferente de zero — assim como na relação de incerteza de Heisenberg — e ainda assim há estados onde o produto das incertezas é zero. (Veja a seção de contraexemplo abaixo.) Este problema pode ser superado usando um método variacional para a prova, ou trabalhando com uma versão exponenciada das relações de comutação canônicas.
Note que na forma geral da relação de incerteza de Robertson e Schrödinger, não há necessidade de assumir que os operadores {\displaystyle {\hat {A}}} e {\displaystyle {\hat {B}}} são operadores autoadjuntos. É suficiente assumir que eles são meramente operadores simétricos. (A distinção entre essas duas noções é geralmente ignorada na literatura de física, onde o termo Hermitiano é usado para uma ou ambas as classes de operadores. Veja o capítulo 9 do livro de Hall para uma discussão detalhada dessa distinção importante, mas técnica.)

### Espaço de fase
Na formulação do espaço de fase da mecânica quântica, a relação de Robertson e Schrödinger decorre de uma condição de positividade em uma função estrela-quadrado real. Dada uma função de Wigner {\displaystyle W(x,p)} com produto estrela ★ e uma função f, o seguinte é geralmente verdadeiro:
{\displaystyle \langle f^{*}\star f\rangle =\int (f^{*}\star f)\,W(x,p)\,dx\,dp\geq 0~}
Escolhendo {\displaystyle f=a+bx+cp}, chegamos a: {\displaystyle \langle f^{*}\star f\rangle ={\begin{bmatrix}a^{*}&b^{*}&c^{*}\end{bmatrix}}{\begin{bmatrix}1&\langle x\rangle &\langle p\rangle \\\langle x\rangle &\langle x\star x\rangle &\langle x\star p\rangle \\\langle p\rangle &\langle p\star x\rangle &\langle p\star p\rangle \end{bmatrix}}{\begin{bmatrix}a\\b\\c\end{bmatrix}}\geq 0~}
Como essa condição de positividade é verdadeira para todos a, b e c, segue-se que todos os autovalores da matriz não são negativos.
Os autovalores que não são negativos implicam então uma condição de não negatividade correspondente no determinante:
{\displaystyle \det {\begin{bmatrix}1&\langle x\rangle &\langle p\rangle \\\langle x\rangle &\langle x\star x\rangle &\langle x\star p\rangle \\\langle p\rangle &\langle p\star x\rangle &\langle p\star p\rangle \end{bmatrix}}=\det {\begin{bmatrix}1&\langle x\rangle &\langle p\rangle \\\langle x\rangle &\langle x^{2}\rangle &\left\langle xp+{\frac {i\hbar }{2}}\right\rangle \\\langle p\rangle &\left\langle xp-{\frac {i\hbar }{2}}\right\rangle &\langle p^{2}\rangle \end{bmatrix}}\geq 0~}
ou, explicitamente, após manipulação algébrica:
{\displaystyle \sigma _{x}^{2}\sigma _{p}^{2}=\left(\langle x^{2}\rangle -\langle x\rangle ^{2}\right)\left(\langle p^{2}\rangle -\langle p\rangle ^{2}\right)\geq \left(\langle xp\rangle -\langle x\rangle \langle p\rangle \right)^{2}+{\frac {\hbar ^{2}}{4}}~}

### Exemplos
Como as relações de Robertson e Schrödinger são para operadores gerais, as relações podem ser aplicadas a quaisquer dois observáveis para obter relações de incerteza específicas. Algumas das relações mais comuns encontradas na literatura são fornecidas abaixo.
- Relação de incerteza posição-momento linear: para os operadores de posição e momento linear, a relação de comutação canônica {\displaystyle [{\hat {x}},{\hat {p}}]=i\hbar } implica a desigualdade de Kennard acima: {\displaystyle \sigma _{x}\sigma _{p}\geq {\frac {\hbar }{2}}}
- Relação de incerteza do momento angular: para dois componentes ortogonais do operador de momento angular total de um objeto: {\displaystyle \sigma _{J_{i}}\sigma _{J_{j}}\geq {\frac {\hbar }{2}}{\big |}\langle J_{k}\rangle {\big |}} onde i, j, k são distintos, e Ji denota momento angular ao longo do eixo xi. Essa relação implica que, a menos que todos os três componentes desapareçam juntos, apenas um único componente do momento angular de um sistema pode ser definido com precisão arbitrária, normalmente o componente paralelo a um campo externo (magnético ou elétrico). Além disso, para {\displaystyle [J_{x},J_{y}]=i\hbar \varepsilon _{xyz}J_{z}}, uma escolha {\displaystyle {\hat {A}}=J_{x}}, {\displaystyle {\hat {B}}=J_{y}}, em multipletos de momento angular, ψ = |j, m⟩, limita a invariante de Casimir (momento angular ao quadrado, {\displaystyle \langle J_{x}^{2}+J_{y}^{2}+J_{z}^{2}\rangle }) a partir de baixo e, portanto, produz restrições úteis, como j(j + 1) ≥ m(m + 1) e, portanto, j ≥ m, entre outros.
- Para o número de elétrons em um supercondutor e a fase de seu parâmetro de ordem de Ginzburg-Landau[25][26] {\displaystyle \Delta N\,\Delta \varphi \geq 1}

### Limitações
A derivação da desigualdade de Robertson para os operadores {\displaystyle {\hat {A}}} e {\displaystyle {\hat {B}}} requer que {\displaystyle {\hat {A}}{\hat {B}}\psi } e {\displaystyle {\hat {B}}{\hat {A}}\psi } sejam definidos. Existem sistemas quânticos onde essas condições não são válidas. Um exemplo é uma partícula quântica em um anel, onde a função de onda depende de uma variável angular {\displaystyle \theta } no intervalo {\displaystyle [0,2\pi ]}. Defina os operadores de "posição" e "momento" {\displaystyle {\hat {A}}} e {\displaystyle {\hat {B}}} por: {\displaystyle {\hat {A}}\psi (\theta )=\theta \psi (\theta ),\quad \theta \in [0,2\pi ]} e {\displaystyle {\hat {B}}\psi =-i\hbar {\frac {d\psi }{d\theta }}} com condições de limite periódicas em {\displaystyle {\hat {B}}}. A definição de {\displaystyle {\hat {A}}} depende do intervalo {\displaystyle \theta } de 0 a {\displaystyle 2\pi }. Esses operadores satisfazem as relações de comutação usuais para operadores de posição e momento, {\displaystyle [{\hat {A}},{\hat {B}}]=i\hbar }. Mais precisamente, {\displaystyle {\hat {A}}{\hat {B}}\psi -{\hat {B}}{\hat {A}}\psi =i\hbar \psi } sempre que {\displaystyle {\hat {A}}{\hat {B}}\psi } e {\displaystyle {\hat {B}}{\hat {A}}\psi } são definidos, e o espaço de tal {\displaystyle \psi } é um subespaço denso do espaço de Hilbert quântico.
Agora seja {\displaystyle \psi } qualquer um dos autoestados de {\displaystyle {\hat {B}}}, que são dados por {\displaystyle \psi (\theta )=e^{2\pi in\theta }}. Esses estados são normalizáveis, diferentemente dos autoestados do operador de momento na reta. Além disso, o operador {\displaystyle {\hat {A}}} é limitado, já que {\displaystyle \theta } abrange um intervalo limitado. Assim, no estado {\displaystyle \psi }, a incerteza de {\displaystyle B} é zero e a incerteza de {\displaystyle A} é finita, de modo que: {\displaystyle \sigma _{A}\sigma _{B}=0} O princípio da incerteza de Robertson não se aplica neste caso: {\displaystyle \psi } não está no domínio do operador {\displaystyle {\hat {B}}{\hat {A}}}, uma vez que a multiplicação por {\displaystyle \theta } interrompe as condições de limite periódicas impostas a {\displaystyle {\hat {B}}}.
Para os operadores usuais de posição e momento {\displaystyle {\hat {X}}} e {\displaystyle {\hat {P}}} na reta real, nenhum desses contraexemplos pode ocorrer. Enquanto {\displaystyle \sigma _{x}} e {\displaystyle \sigma _{p}} são definidos no estado {\displaystyle \psi }, o princípio da incerteza de Heisenberg é válido, mesmo que {\displaystyle \psi } não esteja no domínio de {\displaystyle {\hat {X}}{\hat {P}}} ou de {\displaystyle {\hat {P}}{\hat {X}}}.

### Estados mistos
A incerteza de Robertson e Schrödinger pode ser melhorada observando que ela deve ser válida para todos os componentes {\displaystyle \varrho _{k}} em qualquer decomposição da matriz de densidade dada como:
{\displaystyle \varrho =\sum _{k}p_{k}\varrho _{k}}
Aqui, para as probabilidades {\displaystyle p_{k}\geq 0} e {\displaystyle \sum _{k}p_{k}=1} vale. Então, usando a relação: {\displaystyle \sum _{k}a_{k}\sum _{k}b_{k}\geq \left(\sum _{k}{\sqrt {a_{k}b_{k}}}\right)^{2}} para {\displaystyle a_{k},b_{k}\geq 0}, segue-se que:
{\displaystyle \sigma _{A}^{2}\sigma _{B}^{2}\geq \left[\sum _{k}p_{k}L(\varrho _{k})\right]^{2}} onde a função no limite é definida:
{\displaystyle L(\varrho )={\sqrt {\left|{\frac {1}{2}}\operatorname {tr} (\rho \{A,B\})-\operatorname {tr} (\rho A)\operatorname {tr} (\rho B)\right|^{2}+\left|{\frac {1}{2i}}\operatorname {tr} (\rho [A,B])\right|^{2}}}}
A relação acima frequentemente tem um limite maior do que o da relação de incerteza de Robertson e Schrödinger original. Assim, precisamos calcular o limite da incerteza de Robertson e Schrödinger para os componentes mistos do estado quântico em vez de para o estado quântico, e calcular uma média de suas raízes quadradas. A expressão a seguir é mais forte do que a relação de incerteza de Robertson e Schrödinger: {\displaystyle \sigma _{A}^{2}\sigma _{B}^{2}\geq \left[\max _{p_{k},\varrho _{k}}\sum _{k}p_{k}L(\varrho _{k})\right]^{2}} onde no lado direito há um teto côncavo sobre as decomposições da matriz de densidade. A relação melhorada acima é saturada por todos os estados quânticos de qubit único.
Com argumentos semelhantes, pode-se derivar uma relação com um teto convexo no lado direito
{\displaystyle \sigma _{A}^{2}F_{Q}[\varrho ,B]\geq 4\left[\min _{p_{k},\Psi _{k}}\sum _{k}p_{k}L(\vert \Psi _{k}\rangle \langle \Psi _{k}\vert )\right]^{2}} onde {\displaystyle F_{Q}[\varrho ,B]} denota a informação quântica de Fisher e a matriz de densidade é decomposta em estados puros como: {\displaystyle \varrho =\sum _{k}p_{k}\vert \Psi _{k}\rangle \langle \Psi _{k}\vert } A derivação aproveita o fato de que a informação quântica de Fisher é o teto convexo da variância vezes quatro.
Uma desigualdade mais simples segue sem um teto convexo:
{\displaystyle \sigma _{A}^{2}F_{Q}[\varrho ,B]\geq \vert \langle i[A,B]\rangle \vert ^{2}} que é mais forte do que a relação de incerteza de Heisenberg, uma vez que para a informação quântica de Fisher temos {\displaystyle F_{Q}[\varrho ,B]\leq 4\sigma _{B}} enquanto para estados puros a igualdade é válida.

### As relações de incerteza de Maccone e Pati
A relação de incerteza de Robertson e Schrödinger pode ser trivial se o estado do sistema for escolhido para ser autoestado de um dos observáveis. As relações de incerteza mais fortes provadas por Lorenzo Maccone e Arun K. Pati fornecem limites que não são triviais na soma das variâncias para dois observáveis incompatíveis. (Trabalhos anteriores sobre relações de incerteza formuladas como a soma das variâncias incluem, por exemplo, Ref. devido a Yichen Huang.) Para dois observáveis que não são comutativos {\displaystyle A} e {\displaystyle B} a primeira relação de incerteza mais forte é dada por {\displaystyle \sigma _{A}^{2}+\sigma _{B}^{2}\geq \pm i\langle \Psi \mid [A,B]|\Psi \rangle +\mid \langle \Psi \mid (A\pm iB)\mid {\bar {\Psi }}\rangle |^{2},} onde {\displaystyle \sigma _{A}^{2}=\langle \Psi |A^{2}|\Psi \rangle -\langle \Psi \mid A\mid \Psi \rangle ^{2}}, {\displaystyle \sigma _{B}^{2}=\langle \Psi |B^{2}|\Psi \rangle -\langle \Psi \mid B\mid \Psi \rangle ^{2}}, {\displaystyle |{\bar {\Psi }}\rangle } é um vetor normalizado que é ortogonal ao estado do sistema {\displaystyle |\Psi \rangle } e deve-se escolher o sinal de {\displaystyle \pm i\langle \Psi \mid [A,B]\mid \Psi \rangle } para tornar esta quantidade real um número positivo.
A segunda relação de incerteza mais forte é dada por {\displaystyle \sigma _{A}^{2}+\sigma _{B}^{2}\geq {\frac {1}{2}}|\langle {\bar {\Psi }}_{A+B}\mid (A+B)\mid \Psi \rangle |^{2}} onde {\displaystyle |{\bar {\Psi }}_{A+B}\rangle } é um estado ortogonal a {\displaystyle |\Psi \rangle }. A forma de{\displaystyle |{\bar {\Psi }}_{A+B}\rangle } implica que o lado direito da nova relação de incerteza é diferente de zero, a menos que {\displaystyle |\Psi \rangle } seja um autoestado de {\displaystyle (A+B)}. Pode-se notar que {\displaystyle |\Psi \rangle } pode ser um autoestado de {\displaystyle (A+B)} sem ser um autoestado de {\displaystyle A} ou {\displaystyle B}. No entanto, quando {\displaystyle |\Psi \rangle } é um autoestado de um dos dois observáveis, a relação de incerteza de Heisenberg-Schrödinger se torna trivial. Mas o limite inferior na nova relação é diferente de zero, a menos que {\displaystyle |\Psi \rangle } seja um autoestado de ambos.

## Energia e tempo

### Largura da linha do espectro de energiaversusvida útil
Uma relação de incerteza do par energia-tempo como {\displaystyle \Delta E\Delta t\gtrsim \hbar /2} tem uma longa e controversa história; os significados de {\displaystyle \Delta t} e {\displaystyle \Delta E} variam e diferentes formulações têm diferentes arenas de validade. No entanto, uma aplicação bem conhecida é bem estabelecida e verificada experimentalmente: a conexão entre o tempo de vida de um estado de ressonância {\displaystyle \tau _{\sqrt {1/2}}} e sua largura de energia {\displaystyle \Delta E}:
{\displaystyle \tau _{\sqrt {1/2}}\Delta E=\pi \hbar /4}
Na física de partículas, larguras de ajustes experimentais para a distribuição de energia de Breit-Wigner são usadas para caracterizar o tempo de vida de estados quase estáveis ou em decaimento.
Um significado informal e heurístico do princípio é o seguinte: Um estado que existe apenas por um curto período de tempo não pode ter uma energia definida. Para ter uma energia definida, a frequência do estado deve ser definida com precisão, e isso requer que o estado permaneça por muitos ciclos, o recíproco da precisão necessária. Por exemplo, na espectroscopia, estados excitados têm um tempo de vida finito. Pelo princípio da incerteza do par energia-tempo, eles não têm uma energia definida e, cada vez que decaem, a energia que liberam é ligeiramente diferente. A energia média do fóton de saída tem um pico na energia teórica do estado, mas a distribuição tem uma largura finita chamada largura de linha natural. Estados de decaimento rápido têm uma largura de linha ampla, enquanto estados de decaimento lento têm uma largura de linha estreita. O mesmo efeito de largura de linha também torna difícil especificar a massa de repouso de partículas instáveis e de decaimento rápido na física de partículas. Quanto mais rápido a partícula decai (menor seu tempo de vida), menos certa é sua massa (maior a largura da partícula).

### Tempo na mecânica quântica
O conceito de "tempo" na mecânica quântica oferece muitos desafios. Não existe uma teoria quântica de medição de tempo; a relatividade é fundamental para o tempo e difícil de incluir na mecânica quântica. Enquanto a posição e o momento estão associados a uma única partícula, o tempo é uma propriedade do sistema: não tem operador necessário para a relação de Robertson e Schrödinger. O tratamento matemático de sistemas quânticos estáveis e instáveis difere. Esses fatores se combinam para tornar os princípios de incerteza do par energia-tempo controversos.
Três noções de "tempo" podem ser distinguidas: externo, intrínseco e observável. O tempo externo ou de laboratório é visto pelo experimentador; o tempo intrínseco é inferido por mudanças em variáveis dinâmicas, como os ponteiros de um relógio ou o movimento de uma partícula livre; o tempo observável diz respeito ao tempo como um observável, a medição de eventos separados pelo tempo.
Um princípio de incerteza do par tempo-energia de tempo externo pode dizer que medir a energia de um sistema quântico com uma precisão {\displaystyle \Delta E} requer um intervalo de tempo {\displaystyle \Delta t>h/\Delta E}. No entanto, Yakir Aharonov e David Bohm mostraram que, em alguns sistemas quânticos, a energia pode ser medida com precisão dentro de um tempo arbitrariamente curto: os princípios de incerteza de tempo externo não são universais.
O tempo intrínseco é a base para várias formulações de relações de incerteza do par energia-tempo, incluindo a relação de Mandelstam-Tamm discutida na próxima seção. Um sistema físico com um tempo intrínseco que corresponde intimamente ao tempo de laboratório externo é chamado de um "relógio".:31
O tempo observável, que mede o tempo entre dois eventos, continua sendo um desafio para as teorias quânticas; algum progresso foi feito usando conceitos de medida com valor de operador positivo.

### Mandelstam e Tamm
Em 1945, Leonid Mandelstam e Igor Tamm derivaram uma relação de incerteza do par tempo-energia que não é relativística da seguinte forma: Da mecânica de Heisenberg, o teorema de Ehrenfest generalizado para um observável B sem dependência temporal explícita, representado por um operador auto-adjunto {\displaystyle {\hat {B}}} relaciona a dependência temporal do valor médio de {\displaystyle {\hat {B}}} à média de seu comutador com o hamiltoniano:
{\displaystyle {\frac {d\langle {\hat {B}}\rangle }{dt}}={\frac {i}{\hbar }}\langle [{\hat {H}},{\hat {B}}]\rangle }
O valor de {\displaystyle \langle [{\hat {H}},{\hat {B}}]\rangle } é então substituído na relação de incerteza de Robertson para o operador de energia {\displaystyle {\hat {H}}} e {\displaystyle {\hat {B}}}:
{\displaystyle \sigma _{H}\sigma _{B}\geq \left|{\frac {1}{2i}}\langle [{\hat {H}},{\hat {B}}]\rangle \right|}
dando {\displaystyle \sigma _{H}{\frac {\sigma _{B}}{\left|{\frac {d\langle {\hat {B}}\rangle }{dt}}\right|}}\geq {\frac {\hbar }{2}}} (sempre que o denominador for diferente de zero). Embora este seja um resultado universal, ele depende do observável escolhido e que os desvios {\displaystyle \sigma _{H}} e {\displaystyle \sigma _{B}} sejam computados para um estado particular. Identificar {\displaystyle \Delta E\equiv \sigma _{E}} e o tempo característico {\displaystyle \tau _{B}\equiv {\frac {\sigma _{B}}{\left|{\frac {d\langle {\hat {B}}\rangle }{dt}}\right|}}} fornece uma relação do par energia-tempo {\displaystyle \Delta E\tau _{B}\geq {\frac {\hbar }{2}}}. Embora {\displaystyle \tau _{B}} tenha a dimensão do tempo, ele é diferente do parâmetro de tempo t que entra na equação de Schrödinger. Este {\displaystyle \tau _{B}} pode ser interpretado como o tempo para o qual o valor esperado do observável, {\displaystyle \langle {\hat {B}}\rangle }, muda por uma quantidade igual a um desvio padrão. Exemplos:
- O tempo em que uma partícula quântica livre passa por um ponto no espaço é mais incerto, pois a energia do estado é controlada de forma mais precisa: {\displaystyle \Delta T=\hbar /2\Delta E}. Como a dispersão temporal está relacionada à dispersão da posição da partícula e a dispersão da energia está relacionada à dispersão do momento, essa relação está diretamente relacionada à incerteza do par posição-momento.[17]:144
- Uma partícula Delta, um composto quase-estável de quarks relacionados a prótons e nêutrons, tem uma vida útil de 10−23 s, então sua massa equivalente à energia medida, 1232 MeV/c2, varia em ±120 MeV/c2; essa variação é intrínseca e não é causada por erros de medição.[17]:144
- Dois estados de energia {\displaystyle \psi _{1,2}} com energias {\displaystyle E_{1,2}}, sobrepostos para criar um estado composto

{\displaystyle \Psi (x,t)=a\psi _{1}(x)e^{-iE_{1}t/h}+b\psi _{2}(x)e^{-iE_{2}t/h}}.
A amplitude de probabilidade desse estado tem um termo de interferência dependente do tempo:
{\displaystyle |\Psi (x,t)|^{2}=a^{2}|\psi _{1}(x)|^{2}+b^{2}|\psi _{2}(x)|^{2}+2ab\cos({\frac {E_{2}-E_{1}}{\hbar }}t)}.
O período de oscilação varia inversamente com a diferença de energia: {\displaystyle \tau =2\pi \hbar /(E_{2}-E_{1})}.:144
Cada exemplo tem um significado diferente para a incerteza de tempo, de acordo com o observável e o estado usado.

### Teoria quântica de campos
Algumas formulações da teoria quântica de campos usam pares temporários de elétron-pósitron em seus cálculos, chamados partículas virtuais. O par de massa-energia e o tempo de vida dessas partículas são relacionados pela relação de incerteza do par energia-tempo. A energia de um sistema quântico não é conhecida com precisão suficiente para limitar seu comportamento a uma única história simples. Assim, a influência de todas as histórias deve ser incorporada aos cálculos quânticos, incluindo aquelas com muito mais ou muito menos energia do que a média da distribuição de energia medida/calculada.
O princípio da incerteza do par energia-tempo não viola temporariamente a conservação de energia; não implica que a energia possa ser "emprestada" do universo, desde que seja "devolvida" dentro de um curto período de tempo.:145 A energia do universo não é um parâmetro exatamente conhecido em todos os momentos. Quando os eventos acontecem em intervalos de tempo muito curtos, há incerteza na energia desses eventos.

## Análise harmônica
No contexto da análise harmônica o princípio da incerteza implica que não se pode localizar ao mesmo tempo o valor de uma função e sua transformada de Fourier. A saber, a seguinte desigualdade vale:
{\displaystyle \left(\int _{-\infty }^{\infty }x^{2}|f(x)|^{2}\,dx\right)\left(\int _{-\infty }^{\infty }\xi ^{2}|{\hat {f}}(\xi )|^{2}\,d\xi \right)\geq {\frac {\|f\|_{2}^{4}}{16\pi ^{2}}}}
Outras desigualdades de incerteza matemática, incluindo a incerteza entrópica acima, são válidas entre uma função f e sua transformada de Fourier  ƒ̂:
{\displaystyle H_{x}+H_{\xi }\geq \log(e/2)}

### Processamento de sinal
No contexto da análise do par tempo e frequência, os princípios de incerteza são chamados de limite de Gabor, em homenagem a Dennis Gabor, ou às vezes limite de Heisenberg-Gabor. O resultado básico, que decorre do "teorema de Benedicts", abaixo, é que uma função não pode ser ambos: limitada no tempo e limitada na banda (uma função e sua transformada de Fourier não podem ter domínio limitado). Mais precisamente, o produto do par tempo-largura de banda ou duração-largura de banda satisfaz:
{\displaystyle \sigma _{t}\cdot \sigma _{f}\geq {\frac {1}{4\pi }}\approx 0,08{\text{ ciclos}}}
onde: {\displaystyle \sigma _{t}} e {\displaystyle \sigma _{f}} são os desvios padrões das concentrações de energia do tempo e da frequência, respectivamente. O mínimo é atingido para um pulso em forma de Gauss (ondinha de Gabor) [Para a Gaussiana não quadrada (ou seja, amplitude do sinal) e sua magnitude de transformada de Fourier não quadrada {\displaystyle \sigma _{t}\sigma _{f}=1/2\pi }; o quadrado reduz cada {\displaystyle \sigma } por um fator {\displaystyle {\sqrt {2}}}.] Outra medida comum é o produto do tempo e da frequência na largura total da metade do máximo (da potência/energia), que para o Gaussiano é igual a {\displaystyle 2\ln 2/\pi \approx 0,44}.
Em outras palavras, não é possível localizar simultaneamente um sinal f no domínio do tempo e no domínio da frequência.
Quando aplicado a filtros, o resultado implica que não é possível simultaneamente atingir uma alta resolução temporal e uma ala resolução de frequência ao mesmo tempo; um exemplo concreto são os problemas de resolução da transformada de Fourier de curta duração — se usarmos uma janela ampla, obteremos boa resolução de frequência em detrimento da resolução temporal, enquanto uma janela estreita tem o efeito oposto.
Teoremas alternativos dão resultados quantitativos mais precisos e, na análise do par tempo-frequência, em vez de interpretar os domínios de tempo e frequência (unidimensional) separadamente, interpreta-se o limite como um limite inferior no suporte de uma função no plano do par tempo-frequência (bidimensional). Na prática, o limite de Gabor limita a resolução simultânea do par tempo-frequência que se pode obter sem interferência; é possível obter uma resolução mais alta, mas ao custo de diferentes componentes do sinal interferirem uns com os outros.
Como resultado, para analisar sinais onde os transientes são importantes, a transformada de ondinha (wavelet) é frequentemente usada em vez da de Fourier.

### Transformada discreta de Fourier
Seja {\displaystyle \left\{\mathbf {x_{n}} \right\}:=x_{0},x_{1},\ldots ,x_{N-1}} uma sequência de números complexos N e {\displaystyle \left\{\mathbf {X_{k}} \right\}:=X_{0},X_{1},\ldots ,X_{N-1},} sua transformada discreta de Fourier.
Denote por {\displaystyle \|x\|_{0}} o número de elementos diferentes de zero na sequência de tempo {\displaystyle x_{0},x_{1},\ldots ,x_{N-1}} e por {\displaystyle \|X\|_{0}} o número de elementos diferentes de zero na sequência de frequência {\displaystyle X_{0},X_{1},\ldots ,X_{N-1}}. Então:
{\displaystyle \|x\|_{0}\cdot \|X\|_{0}\geq N}
Essa desigualdade é acentuada, com igualdade alcançada quando x ou X é uma massa de Dirac, ou mais geralmente quando x é um múltiplo diferente de zero de um pente de Dirac suportado em um subgrupo de inteiros módulo N (nesse caso, X também é um pente de Dirac suportado em um subgrupo complementar, e vice-versa).
De forma mais geral, se T e W são subconjuntos dos inteiros módulo N, deixe {\displaystyle L_{T},R_{W}:\ell ^{2}(\mathbb {Z} /N\mathbb {Z} )\to \ell ^{2}(\mathbb {Z} /N\mathbb {Z} )} denotar o operador de limitação de tempo e os operadores de limitação de banda, respectivamente. Então:
{\displaystyle \|L_{T}R_{W}\|^{2}\leq {\frac {|T||W|}{|G|}}}
onde a norma é a norma de operador de operadores no espaço de Hilbert {\displaystyle \ell ^{2}(\mathbb {Z} /N\mathbb {Z} )} de funções nos inteiros módulo N. Essa desigualdade tem implicações para a reconstrução do sinal.
Quando N é um número primo, uma desigualdade mais forte se aplica:
{\displaystyle \|x\|_{0}+\|X\|_{0}\geq N+1}
Descoberta por Terence Tao, essa desigualdade também é acentuada.

### Teorema de Benedicks
Amrein–Berthier e o teorema de Benedicks intuitivamente dizem que o conjunto de pontos onde f é diferente de zero e o conjunto de pontos onde ƒ̂ é diferente de zero não podem ser ambos pequenos.
Especificamente, é impossível para uma função f em L2(R) e sua transformada de Fourier ƒ̂ serem ambas suportadas em conjuntos de medida de Lebesgue finita. Uma versão mais quantitativa é:
{\displaystyle \|f\|_{L^{2}(\mathbf {R} ^{d})}\leq Ce^{C|S||\Sigma |}{\bigl (}\|f\|_{L^{2}(S^{c})}+\|{\hat {f}}\|_{L^{2}(\Sigma ^{c})}{\bigr )}~}
Espera-se que o fator CeC|S||Σ| possa ser substituído por CeC(|S||Σ|)1/d, que só é conhecido se S ou Σ forem convexos.

### Princípio da incerteza de Hardy
O matemático G. H. Hardy formulou o seguinte princípio da incerteza: não é possível que f e ƒ̂ sejam ambos "decrescentes muito rapidamente". Especificamente, se f em {\displaystyle L^{2}(\mathbb {R} )} é tal que:
{\displaystyle |f(x)|\leq C(1+|x|)^{N}e^{-a\pi x^{2}}}
e
{\displaystyle |{\hat {f}}(\xi )|\leq C(1+|\xi |)^{N}e^{-b\pi \xi ^{2}}}
({\displaystyle C>0,N} um inteiro), então, se ab > 1, f = 0, enquanto se ab = 1, então existe um polinômio P de grau ≤ N tal que:
{\displaystyle f(x)=P(x)e^{-a\pi x^{2}}}
Isto foi posteriormente melhorado da seguinte forma: se {\displaystyle f\in L^{2}(\mathbb {R} ^{d})} é tal que:
{\displaystyle \int _{\mathbb {R} ^{d}}\int _{\mathbb {R} ^{d}}|f(x)||{\hat {f}}(\xi )|{\frac {e^{\pi |\langle x,\xi \rangle |}}{(1+|x|+|\xi |)^{N}}}\,dx\,d\xi <+\infty ~}
então:
{\displaystyle f(x)=P(x)e^{-\pi \langle Ax,x\rangle }~}
onde P é um polinômio de grau (N − d)/2 e A é uma matriz real d × d positiva definida.
Este resultado foi declarado nas obras completas de Beurling sem prova e provado em Hörmander (o caso {\displaystyle d=1,N=0}) e Bonami, Demange e Jaming para o caso geral. Note que a versão de Hörmander-Beurling implica o caso ab > 1 no Teorema de Hardy enquanto a versão de Bonami-Demange-Jaming cobre a força total do Teorema de Hardy. Uma prova diferente do teorema de Beurling baseada no teorema de Liouville apareceu na ref.
Uma descrição completa do caso ab < 1 assim como a seguinte extensão para distribuições de classe de Schwartz aparece na ref.
Teorema — Se uma distribuição temperada {\displaystyle f\in {\mathcal {S}}'(\mathbb {R} ^{d})} é tal que:
{\displaystyle e^{\pi |x|^{2}}f\in {\mathcal {S}}'(\mathbb {R} ^{d})}
e
{\displaystyle e^{\pi |\xi |^{2}}{\hat {f}}\in {\mathcal {S}}'(\mathbb {R} ^{d})~}
então:
{\displaystyle f(x)=P(x)e^{-\pi \langle Ax,x\rangle }~}
para algum polinômio conveniente P e matriz real positiva definida A do tipo d × d.

## Relações de incerteza adicionais

### Limite de Heisenberg
Na metrologia quântica, e especialmente na interferometria, o limite de Heisenberg é a taxa ótima na qual a precisão de uma medição pode ser escalonada com a energia usada na medição. Normalmente, esta é a medição de uma fase (aplicada a um braço de um divisor de feixe) e a energia é dada pelo número de fótons usados em um interferômetro. Embora alguns afirmem ter quebrado o limite de Heisenberg, isso reflete desacordo sobre a definição do recurso de escalonamento. Adequadamente definido, o limite de Heisenberg é uma consequência dos princípios básicos da mecânica quântica e não pode ser superado, embora o limite fraco de Heisenberg possa ser superado.

### Erros sistemáticos e estatísticos
As desigualdades acima focam na imprecisão estatística de observáveis quantificados pelo desvio padrão {\displaystyle \sigma }. A versão original de Heisenberg, no entanto, estava lidando com o erro sistemático, uma perturbação do sistema quântico produzida pelo aparelho de medição, ou seja, um efeito de observador.
Se deixarmos {\displaystyle \varepsilon _{A}} representar o erro (ou seja, a inexatidão) de uma medição de um observável A e {\displaystyle \eta _{B}} a perturbação produzida em uma medição subsequente da variável conjugada B pela medição anterior de A, então a desigualdade proposta por Masanao Ozawa — abrangendo ambos, erros sistemáticos e estatísticos — é válida:
{\displaystyle \varepsilon _{A}\,\eta _{B}+\varepsilon _{A}\,\sigma _{B}+\sigma _{A}\,\eta _{B}\,\geq \,{\frac {1}{2}}\,\left|{\Bigl \langle }{\bigl [}{\hat {A}},{\hat {B}}{\bigr ]}{\Bigr \rangle }\right|}
O princípio da incerteza de Heisenberg, como originalmente descrito na formulação de 1927, menciona apenas o primeiro termo da desigualdade de Ozawa, em relação ao erro sistemático. Usando a notação acima para descrever o efeito de erro/perturbação de medições sequenciais (primeiro A, depois B), ele poderia ser escrito como:
{\displaystyle \varepsilon _{A}\,\eta _{B}\,\geq \,{\frac {1}{2}}\,\left|{\Bigl \langle }{\bigl [}{\hat {A}},{\hat {B}}{\bigr ]}{\Bigr \rangle }\right|}
A derivação formal da relação de Heisenberg é possível, mas está longe de ser intuitiva. Ela não foi proposta por Heisenberg, mas formulada de forma matematicamente consistente apenas nos últimos anos. Além disso, deve-se enfatizar que a formulação de Heisenberg não leva em consideração os erros estatísticos intrínsecos {\displaystyle \sigma _{A}} e {\displaystyle \sigma _{B}}. Há evidências experimentais crescentes de que a incerteza quântica total não pode ser descrita apenas pelo termo de Heisenberg, mas requer a presença de todos os três termos da desigualdade de Ozawa.
Usando o mesmo formalismo, também é possível introduzir o outro tipo de situação física, frequentemente confundida com a anterior, a saber, o caso de medições simultâneas (A e B ao mesmo tempo):
{\displaystyle \varepsilon _{A}\,\varepsilon _{B}\,\geq \,{\frac {1}{2}}\,\left|{\Bigl \langle }{\bigl [}{\hat {A}},{\hat {B}}{\bigr ]}{\Bigr \rangle }\right|}
As duas medições simultâneas em A e B necessariamente não são nítidas ou são fracas.
Também é possível derivar uma relação de incerteza que, como a de Ozawa, combina os componentes de ambos os erros (estatístico e sistemático), mas mantém uma forma muito próxima da desigualdade original de Heisenberg. Adicionando Robertson:
{\displaystyle \sigma _{A}\,\sigma _{B}\,\geq \,{\frac {1}{2}}\,\left|{\Bigl \langle }{\bigl [}{\hat {A}},{\hat {B}}{\bigr ]}{\Bigr \rangle }\right|}
e relações de Ozawa, obtemos:
{\displaystyle \varepsilon _{A}\eta _{B}+\varepsilon _{A}\,\sigma _{B}+\sigma _{A}\,\eta _{B}+\sigma _{A}\sigma _{B}\geq \left|{\Bigl \langle }{\bigl [}{\hat {A}},{\hat {B}}{\bigr ]}{\Bigr \rangle }\right|}
Os quatro termos podem ser escritos como:
{\displaystyle (\varepsilon _{A}+\sigma _{A})\,(\eta _{B}+\sigma _{B})\,\geq \,\left|{\Bigl \langle }{\bigl [}{\hat {A}},{\hat {B}}{\bigr ]}{\Bigr \rangle }\right|}
Definindo:
{\displaystyle {\bar {\varepsilon }}_{A}\,\equiv \,(\varepsilon _{A}+\sigma _{A})}
como a inexatidão nos valores medidos da variável A e:
{\displaystyle {\bar {\eta }}_{B}\,\equiv \,(\eta _{B}+\sigma _{B})}
como a flutuação resultante na variável conjugada B, Kazuo Fujikawa estabeleceu uma relação de incerteza semelhante à original de Heisenberg, mas válida tanto para erros sistemáticos quanto para erros estatísticos:
{\displaystyle {\bar {\varepsilon }}_{A}\,{\bar {\eta }}_{B}\,\geq \,\left|{\Bigl \langle }{\bigl [}{\hat {A}},{\hat {B}}{\bigr ]}{\Bigr \rangle }\right|}

### Princípio da incerteza entrópica quântica
Para muitas distribuições, o desvio padrão não é uma maneira particularmente natural de quantificar a estrutura. Por exemplo, relações de incerteza nas quais um dos observáveis é um ângulo tem pouco significado físico para flutuações maiores que um período. Outros exemplos incluem distribuições altamente bimodais ou distribuições unimodais com variância divergente.
Uma solução que supera esses problemas é uma incerteza baseada na incerteza entrópica em vez do produto de variâncias. Ao formular a interpretação de muitos mundos da mecânica quântica em 1957, Hugh Everett III conjecturou uma extensão mais forte do princípio da incerteza baseada na certeza entrópica. Essa conjectura, também estudada por I. I. Hirschman e comprovada em 1975 por W. Beckner e por Iwo Bialynicki-Birula e Jerzy Mycielski é que, para dois pares de transformadas de Fourier normalizados e adimensionais f(a) e g(b) onde:
{\displaystyle f(a)=\int _{-\infty }^{\infty }g(b)\ e^{2\pi iab}\,db}    e    {\displaystyle \,\,\,g(b)=\int _{-\infty }^{\infty }f(a)\ e^{-2\pi iab}\,da}
as entropias de informação de Shannon
{\displaystyle H_{a}=-\int _{-\infty }^{\infty }|f(a)|^{2}\log |f(a)|^{2}\,da,}
e
{\displaystyle H_{b}=-\int _{-\infty }^{\infty }|g(b)|^{2}\log |g(b)|^{2}\,db}
estão sujeitas à seguinte restrição:
{\displaystyle H_{a}+H_{b}\geq \log(e/2)}
onde o logaritmos podem estar em qualquer base.
As funções de distribuição de probabilidade associadas à função de onda de posição ψ(x) e à função de onda de momento φ(x) têm dimensões de comprimento e momento inversos, respectivamente, mas as entropias podem ser tornadas adimensionais por:
{\displaystyle H_{x}=-\int |\psi (x)|^{2}\ln \left(x_{0}\,|\psi (x)|^{2}\right)dx=-\left\langle \ln \left(x_{0}\,\left|\psi (x)\right|^{2}\right)\right\rangle }
{\displaystyle H_{p}=-\int |\varphi (p)|^{2}\ln(p_{0}\,|\varphi (p)|^{2})\,dp=-\left\langle \ln(p_{0}\left|\varphi (p)\right|^{2})\right\rangle }
onde x0 e p0 são algum comprimento e momento escolhidos arbitrariamente, respectivamente, que tornam os argumentos dos logaritmos adimensionais. Note que as entropias serão funções desses parâmetros escolhidos. Devido à relação de transformada de Fourier entre a função de onda de posição ψ(x) e a função de onda de momento φ(x), a restrição acima pode ser escrita para as entropias correspondentes como:
{\displaystyle H_{x}+H_{p}\geq \log \left({\frac {e\,h}{2\,x_{0}\,p_{0}}}\right)}
onde h é a constante de Planck.
Dependendo da escolha do produto x0 p0, a expressão pode ser escrita de muitas maneiras. Se x0 p0 for escolhido para ser h, então:
{\displaystyle H_{x}+H_{p}\geq \log \left({\frac {e}{2}}\right)}
Se, em vez disso, x0 p0 for escolhido como ħ, então:
{\displaystyle H_{x}+H_{p}\geq \log(e\,\pi )}
Se x0 e  p0 forem escolhidos para serem a unidade em qualquer sistema de unidades que esteja sendo usado, então:
{\displaystyle H_{x}+H_{p}\geq \log \left({\frac {e\,h}{2}}\right)}
onde h é interpretado como um número adimensional igual ao valor da constante de Planck no sistema de unidades escolhido. Note que essas desigualdades podem ser estendidas para estados quânticos multimodo, ou funções de onda em mais de uma dimensão espacial.
O princípio da incerteza entrópica quântica é mais restritivo do que o princípio da incerteza de Heisenberg. A partir das desigualdades logarítmicas de Sobolev inversas:
{\displaystyle H_{x}\leq {\frac {1}{2}}\log(2e\pi \sigma _{x}^{2}/x_{0}^{2})~}
{\displaystyle H_{p}\leq {\frac {1}{2}}\log(2e\pi \sigma _{p}^{2}/p_{0}^{2})~}
(equivalentemente, do fato de que as distribuições normais maximizam a entropia de todas essas com uma dada variância), segue-se prontamente que este princípio de incerteza entrópica é mais forte do que aquele baseado em desvios-padrão, porque:
{\displaystyle \sigma _{x}\sigma _{p}\geq {\frac {\hbar }{2}}\exp \left(H_{x}+H_{p}-\log \left({\frac {e\,h}{2\,x_{0}\,p_{0}}}\right)\right)\geq {\frac {\hbar }{2}}~}
Em outras palavras, o princípio da incerteza de Heisenberg é uma consequência do princípio da incerteza entrópica quântica, mas não vice-versa. Algumas observações sobre essas desigualdades. Primeiro, a escolha da base e é uma questão de convenção popular na física. O logaritmo pode estar alternativamente em qualquer base, desde que seja consistente em ambos os lados da desigualdade. Segundo, lembre-se de que a entropia de Shannon foi usada, não a entropia de von Neumann quântica. Finalmente, a distribuição normal satura a desigualdade, e é a única distribuição com essa propriedade, porque é a distribuição de probabilidade de entropia máxima entre aquelas com variância fixa.
Um aparelho de medição terá uma resolução finita definida pela discretização de suas possíveis saídas em compartimentos, com a probabilidade de estar dentro de um dos compartimentos dada pela regra de Born. Consideraremos a situação experimental mais comum, na qual os compartimentos são de tamanho uniforme. Seja δx uma medida da resolução espacial. Tomamos o compartimento zero como centralizado próximo à origem, com possivelmente algum pequeno deslocamento constante c. A probabilidade de estar dentro do intervalo jésimo de largura δx é:
{\displaystyle \operatorname {P} [x_{j}]=\int _{(j-1/2)\delta x-c}^{(j+1/2)\delta x-c}|\psi (x)|^{2}\,dx}
Para explicar esta discretização, podemos definir a entropia de Shannon da função de onda para um determinado aparelho de medição como:
{\displaystyle H_{x}=-\sum _{j=-\infty }^{\infty }\operatorname {P} [x_{j}]\ln \operatorname {P} [x_{j}]}
De acordo com a definição acima, a relação de incerteza entrópica é:
{\displaystyle H_{x}+H_{p}>\ln \left({\frac {e}{2}}\right)-\ln \left({\frac {\delta x\delta p}{h}}\right)}
Aqui notamos que δx δp/h é um volume de espaço de fase infinitesimal típico usado no cálculo de uma função de partição. A desigualdade também é estrita e não saturada. Esforços para melhorar esse limite são uma área ativa de pesquisa.

### Relação de incerteza com três componentes de momento angular
Para uma partícula de momento angular total {\displaystyle j} a seguinte relação de incerteza é válida:
{\displaystyle \sigma _{J_{x}}^{2}+\sigma _{J_{y}}^{2}+\sigma _{J_{z}}^{2}\geq j}
onde {\displaystyle J_{l}} são componentes do momento angular. A relação pode ser derivada a partir de:
{\displaystyle \langle J_{x}^{2}+J_{y}^{2}+J_{z}^{2}\rangle =j(j+1)}
e
{\displaystyle \langle J_{x}\rangle ^{2}+\langle J_{y}\rangle ^{2}+\langle J_{z}\rangle ^{2}\leq j}
A relação pode ser fortalecida como:
{\displaystyle \sigma _{J_{x}}^{2}+\sigma _{J_{y}}^{2}+F_{Q}[\varrho ,J_{z}]/4\geq j}
onde {\displaystyle F_{Q}[\varrho ,J_{z}]} é a informação quântica de Fisher.

## História
Em 1925, Heisenberg publicou o artigo Umdeutung (reinterpretação), onde mostrou que o aspecto central da teoria quântica era a não comutatividade: a teoria implicava que a ordem relativa da posição e da medição do momento era significativa. Trabalhando com Max Born e Pascual Jordan, ele continuou a desenvolver a mecânica matricial, que se tornaria a primeira formulação moderna da mecânica quântica.

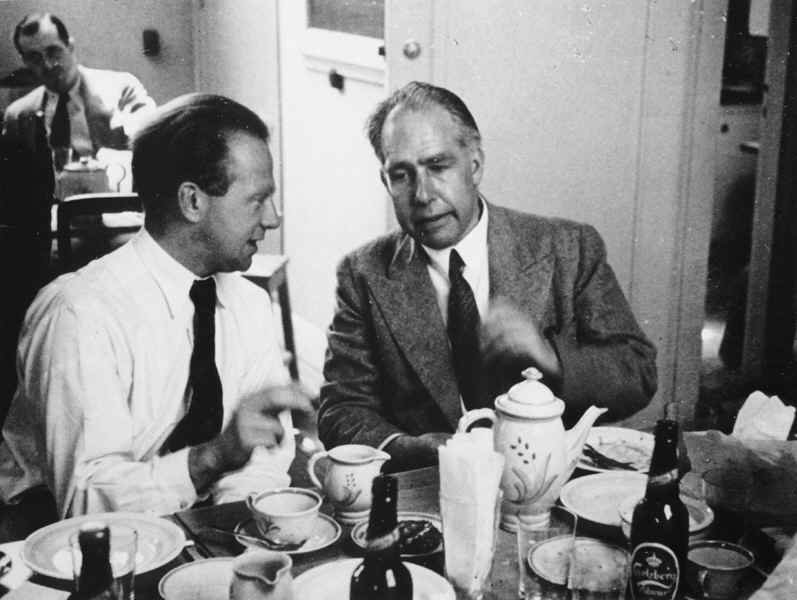
Werner Heisenberg e Niels Bohr

Em março de 1926, trabalhando no instituto de Bohr, Heisenberg percebeu que a não comutatividade implica o princípio da incerteza. Escrevendo para Wolfgang Pauli em fevereiro de 1927, ele elaborou os conceitos básicos.
Em seu célebre artigo de 1927 "Über den anschaulichen Inhalt der quantentheoretischen Kinematik und Mechanik" ("Sobre o conteúdo perceptual da mecânica e cinemática teórica quântica"), Heisenberg estabeleceu essa expressão como a quantidade mínima de perturbação de momento inevitável causada por qualquer medição de posição, mas ele não deu uma definição precisa para as incertezas Δx e Δp. Em vez disso, ele deu algumas estimativas plausíveis em cada caso separadamente. Seu artigo deu uma análise em termos de um microscópio que Bohr mostrou estar incorreta; Heisenberg incluiu um adendo à publicação.
Em sua palestra em Chicago de 1930 ele refinou seu princípio:

| {\displaystyle \Delta x\,\Delta p\gtrsim h} | \| \| \| \| \| \| \| \| | (A1) |
|                                             |                         |      |
|                                             |                         |      |

Trabalhos posteriores ampliaram o conceito. Quaisquer duas variáveis que não comutam não podem ser medidas simultaneamente — quanto mais precisamente uma é conhecida, menos precisamente a outra pode ser conhecida. Heisenberg escreveu:
Pode ser expresso em sua forma mais simples da seguinte forma: Nunca se pode saber com perfeita precisão ambos os dois fatores importantes que determinam o movimento de uma das menores partículas — sua posição e sua velocidade. É impossível determinar com precisão ambas, tanto a posição quanto a direção e a velocidade de uma partícula no mesmo instante.
Kennard:204  em 1927 provou pela primeira vez a desigualdade moderna:

| {\displaystyle \sigma _{x}\sigma _{p}\geq {\frac {\hbar }{2}}} | \| \| \| \| \| \| \| \| | (A2) |
|                                                                |                         |      |
|                                                                |                         |      |
onde ħ = ⁠h/2π⁠, e σx, σp são os desvios-padrão da posição e do momento. (Heisenberg provou apenas a relação (A2) para o caso especial de estados gaussianos.) Em 1929, Robertson generalizou a desigualdade para todos os observáveis e em 1930 Schrödinger estendeu a forma para permitir covariância diferente de zero dos operadores; este resultado é conhecido como desigualdade de Robertson e Schrödinger.:204

### Terminologia e tradução
Ao longo do corpo principal de seu artigo original de 1927, escrito em alemão, Heisenberg usou a palavra "Ungenauigkeit", para descrever o princípio teórico básico. Somente na nota final ele mudou para a palavra "Unsicherheit". Mais tarde, ele sempre usou "Unbestimmtheit". Quando a versão em inglês do livro didático de Heisenberg, The Physical Principles of the Quantum Theory, foi publicada em 1930, no entanto, apenas a palavra em inglês "uncertainty" foi usada, e se tornou o termo na língua inglesa.

### Microscópio de Heisenberg

Microscópio de raios gama de Heisenberg para localizar um elétron (mostrado em azul). O raio gama incidente (mostrado em verde) é espalhado pelo elétron para cima no ângulo θ de abertura do microscópio. O raio gama espalhado é mostrado em vermelho. A óptica clássica mostra que a posição do elétron pode ser resolvida apenas até uma incerteza Δx que depende de θ e do comprimento de onda λ da luz incidente.

O princípio é bastante contra-intuitivo, então os primeiros estudantes da teoria quântica tiveram que ser tranquilizados de que medições ingênuas para violá-lo estavam fadadas a ser sempre impraticáveis. Uma maneira pela qual Heisenberg ilustrou originalmente a impossibilidade intrínseca de violar o princípio da incerteza é usando o efeito do observador de um microscópio imaginário como um dispositivo de medição.
Ele imagina um experimentador tentando medir a posição e o momento de um elétron disparando um fóton contra ele.:49–50
- Problema 1 – Se o fóton tem um comprimento de onda curto e, portanto, um grande momento, a posição pode ser medida com precisão. Mas o fóton se espalha em uma direção aleatória, transferindo uma quantidade grande e incerta de momento para o elétron. Se o fóton tem um comprimento de onda longo e baixo momento, a colisão não perturba muito o momento do elétron, mas o espalhamento revelará sua posição apenas vagamente.
- Problema 2 – Se uma grande abertura for usada para o microscópio, a localização do elétron pode ser bem resolvida (critério de Rayleigh); mas pelo princípio de conservação do momento, o momento transversal do fóton incidente afeta o momento da linha de feixe do elétron e, portanto, o novo momento do elétron é mal resolvido. Se uma pequena abertura for usada, a precisão de ambas as resoluções é o inverso.

A combinação dessas compensações implica que não importa qual comprimento de onda do fóton e tamanho de abertura sejam usados, o produto da incerteza na posição medida e no momento medido é maior ou igual a um limite inferior, que é (até um pequeno fator numérico) igual à constante de Planck. Heisenberg não se preocupou em formular o princípio da incerteza como um limite exato e preferiu usá-lo, em vez disso, como uma declaração quantitativa heurística, correta até pequenos fatores numéricos, o que torna inevitável a não comutatividade radicalmente nova da mecânica quântica.

### Incerteza quântica intrínseca
Historicamente, o princípio da incerteza tem sido confundido com um efeito relacionado na física, chamado efeito do observador, que observa que as medições de certos sistemas não podem ser feitas sem afetar o sistema, isto é, sem mudar algo em um sistema. Heisenberg usou tal efeito do observador no nível quântico (veja abaixo) como uma "explicação" física da incerteza quântica. Desde então, tornou-se mais claro, no entanto, que o princípio da incerteza é inerente às propriedades de todos os sistemas semelhantes a ondas, e que surge na mecânica quântica simplesmente devido à natureza ondulatória da matéria de todos os objetos quânticos. Assim, o princípio da incerteza na verdade afirma uma propriedade fundamental dos sistemas quânticos e não é uma declaração sobre o sucesso observacional da tecnologia atual.

## Reações críticas
A interpretação de Copenhague da mecânica quântica e o princípio da incerteza de Heisenberg foram, de fato, vistos inicialmente como alvos gêmeos pelos detratores. De acordo com a interpretação de Copenhague da mecânica quântica, não há realidade fundamental que o estado quântico descreva, apenas uma prescrição para calcular resultados experimentais. Não há como dizer qual é fundamentalmente o estado de um sistema, apenas qual pode ser o resultado das observações.
Albert Einstein acreditava que a aleatoriedade é um reflexo da nossa ignorância de alguma propriedade fundamental da realidade, enquanto Niels Bohr acreditava que as distribuições de probabilidade são fundamentais e irredutíveis, e dependem de quais medições escolhemos realizar. Einstein e Bohr debateram o princípio da incerteza por muitos anos.

### Observador imparcial ideal
Wolfgang Pauli chamou a objeção fundamental de Einstein ao princípio da incerteza de "o ideal do observador imparcial" (frase traduzida do alemão):

"Assim como a lua tem uma posição definida," Einstein me disse no inverno passado, "quer olhemos ou não para a lua, o mesmo deve valer para os objetos atômicos, pois não há distinção nítida possível entre estes e objetos macroscópicos. A observação não pode criar um elemento de realidade como uma posição, deve haver algo contido na descrição completa da realidade física que corresponda à possibilidade de observar uma posição, já antes que a observação tenha sido realmente feita." Espero ter citado Einstein corretamente; é sempre difícil citar alguém de memória com quem não concordamos. É precisamente esse tipo de postulado que chamo de ideal do observador imparcial.
— Carta de Pauli para Niels Bohr, 15 de fevereiro de 1955

### Fenda de Einstein
O primeiro experimento mental de Einstein desafiando o princípio da incerteza foi o seguinte:
Considere uma partícula passando por uma fenda de largura d. A fenda introduz uma incerteza no momento de aproximadamente ⁠⁠h/d⁠ porque a partícula passa pela parede. Mas vamos determinar o momento da partícula medindo o recuo da parede. Ao fazer isso, encontramos o momento da partícula com precisão arbitrária pela conservação do momento.
A resposta de Bohr foi que a parede também é mecânica quântica, e que para medir o recuo com precisão Δp, o momento da parede deve ser conhecido com essa precisão antes que a partícula passe. Isso introduz uma incerteza na posição da parede e, portanto, a posição da fenda igual a ⁠⁠h/Δp⁠, e se o momento da parede for conhecido com precisão suficiente para medir o recuo, a posição da fenda é incerta o suficiente para não permitir uma medição de posição.
Uma análise semelhante com partículas difratando através de múltiplas fendas é dada por Richard Feynman.

### A caixa de Einstein
Bohr estava presente quando Einstein propôs o experimento mental que ficou conhecido como a caixa de Einstein. Einstein argumentou que "a equação de incerteza de Heisenberg implicava que a incerteza no tempo estava relacionada à incerteza na energia, o produto dos dois sendo relacionado à constante de Planck." Considere, ele disse, uma caixa ideal, forrada com espelhos para que possa conter luz indefinidamente. A caixa poderia ser pesada antes que um mecanismo de relógio abrisse um obturador ideal em um instante escolhido para permitir que um único fóton escapasse. "Agora sabemos, explicou Einstein, precisamente o momento em que o fóton deixou a caixa." "Agora, pese a caixa novamente. A mudança de massa informa a energia da luz emitida. Dessa maneira, disse Einstein, pode-se medir a energia emitida e o momento em que foi liberada com qualquer precisão desejada, em contradição com o princípio da incerteza."
Bohr passou uma noite sem dormir considerando esse argumento e, eventualmente, percebeu que ele era falho. Ele ressaltou que se a caixa fosse pesada, digamos, por uma mola e um ponteiro em uma balança, "já que a caixa deve se mover verticalmente com uma mudança em seu peso, haverá incerteza em sua velocidade vertical e, portanto, uma incerteza em sua altura acima da mesa. ... Além disso, a incerteza sobre a elevação acima da superfície da Terra resultará em uma incerteza na taxa do relógio", por causa da própria teoria de Einstein sobre o efeito da gravidade no tempo. "Por meio dessa cadeia de incertezas, Bohr mostrou que o experimento da caixa de luz de Einstein não poderia medir simultaneamente exatamente a energia do fóton e o tempo de sua fuga."

### Paradoxo de Einstein, Podolsky, e Rosen para partículas emaranhadas
Em 1935, Einstein, Boris Podolsky e Nathan Rosen publicaram uma análise de partículas emaranhadas espacialmente separadas (paradoxo de Einstein, Podolsky, e Rosen). De acordo com Einstein, Podolsky, e Rosen, pode-se medir a posição de uma das partículas emaranhadas e o momento da segunda partícula, e dessas medições deduzir a posição e o momento de ambas as partículas com qualquer precisão, violando o princípio da incerteza. Para evitar tal possibilidade, a medição de uma partícula deve modificar a distribuição de probabilidade da outra partícula instantaneamente, possivelmente violando o princípio de localidade.
Em 1964, John Stewart Bell mostrou que essa suposição pode ser falsificada, uma vez que implicaria uma certa desigualdade entre as probabilidades de diferentes experimentos. Resultados experimentais confirmam as previsões da mecânica quântica, descartando a suposição básica de Einstein, Podolsky, e Rosen de variáveis ocultas locais.

### As críticas de Popper
O filósofo da ciência Karl Popper abordou o problema da indeterminação como um lógico e realista metafísico. Ele discordou da aplicação das relações de incerteza a partículas individuais em vez de conjuntos de partículas preparadas de forma idêntica, referindo-se a elas como "relações de dispersão estatística". Nessa interpretação estatística, uma medição particular pode ser feita com precisão arbitrária sem invalidar a teoria quântica.
Em 1934, Popper publicou Zur Kritik der Ungenauigkeitsrelationen (Crítica das relações de incerteza) em Naturwissenschaften, e no mesmo ano Logik der Forschung (traduzido e atualizado pelo autor como A lógica da descoberta científica em 1959), delineando seus argumentos para a interpretação estatística. Em 1982, ele desenvolveu ainda mais sua teoria em Teoria quântica e o cisma na física, escrevendo:

As fórmulas [de Heisenberg] são, sem sombra de dúvida, fórmulas estatísticas deriváveis da teoria quântica. Mas elas têm sido habitualmente mal interpretadas por aqueles teóricos quânticos que disseram que essas fórmulas podem ser interpretadas como determinando algum limite superior para a precisão de nossas medições. [ênfase original]
Popper propôs um experimento para falsificar as relações de incerteza, embora mais tarde tenha retirado sua versão inicial após discussões com Carl Friedrich von Weizsäcker, Heisenberg e Einstein; Popper enviou seu artigo a Einstein e ele pode ter influenciado a formulação do paradoxo de Einstein, Podolsky, e Rosen.:720

### Livre arbítrio
Alguns cientistas, incluindo Arthur Compton e Martin Heisenberg, sugeriram que o princípio da incerteza, ou pelo menos a natureza probabilística geral da mecânica quântica, poderia ser uma evidência para o modelo de dois estágios do livre-arbítrio. Uma crítica, no entanto, é que, além do papel básico da mecânica quântica como uma fundação para a química, mecanismos biológicos não triviais que requerem mecânica quântica são improváveis, devido ao rápido tempo de decoerência dos sistemas quânticos à temperatura ambiente. Os proponentes desta teoria comumente dizem que esta decoerência é superada por subespaços de triagem e livres de decoerência encontrados em células biológicas.

### Termodinâmica
Há razões para acreditar que a violação do princípio da incerteza também implica fortemente a violação da segunda lei da termodinâmica.

### Rejeição do princípio
Princípios de incerteza relacionam partículas quânticas – elétrons por exemplo – a conceitos clássicos – posição e momento. Isso pressupõe que partículas quânticas têm posição e momento. Edwin C. Kemble apontou em 1937 que tais propriedades não podem ser verificadas experimentalmente e assumir que elas existem dá origem a muitas contradições; similarmente Rudolf Haag observa que posição na mecânica quântica é um atributo de uma interação, digamos entre um elétron e um detector, não uma propriedade intrínseca. Deste ponto de vista, o princípio da incerteza não é uma propriedade quântica fundamental, mas um conceito "transportado a partir da linguagem de nossos ancestrais", como diz Kemble.

## Aplicações
Como o princípio da incerteza é um aspecto fundamental na mecânica quântica, experimentos típicos em mecânica quântica observam rotineiramente aspectos dele. Todas as formas de espectroscopia, incluindo a física de partículas, usam a relação para relacionar a largura da linha de energia medida ao tempo de vida dos estados quânticos. Certos experimentos, no entanto, podem testar deliberadamente uma forma particular do princípio da incerteza como parte de seu principal programa de pesquisa. Isso inclui, por exemplo, testes de relações de incerteza do par número-fase em sistemas supercondutores ou de óptica quântica. As aplicações dependentes do princípio da incerteza para sua operação incluem tecnologia de ruído extremamente baixo, como a necessária em interferômetros de ondas gravitacionais.

## Influência na cultura
O princípio da incerteza e da complementaridade são envolvidos no texto da peça teatral Copenhagen, de Michael Frayn, uma conversa pós-morte entre Heisenberg, Bohr e sua esposa Margrette, baseada no encontro dos cientistas em 1941. É possível perceber os princípios da incerteza, da complementaridade e a participação de Heisenberg na possível construção da bomba atômica alemã. O princípio de Heisenberg aparece como inspiração para o eixo central de uma estrutura textual que produz diferentes sentidos de incerteza, ligados, metaforicamente, a elementos do princípio da incerteza da Teoria Quântica, produzindo um deslocamento das entidades da microfísica para entidades humanas. Limites epistêmicos associados à ontologia das entidades se transformaram em supostos limites para julgamentos ético-morais.